# Rue Génin
La rue Génin est une voie publique de Saint-Denis, située entre le centre historique et le canal Saint-Denis.

## Situation et accès

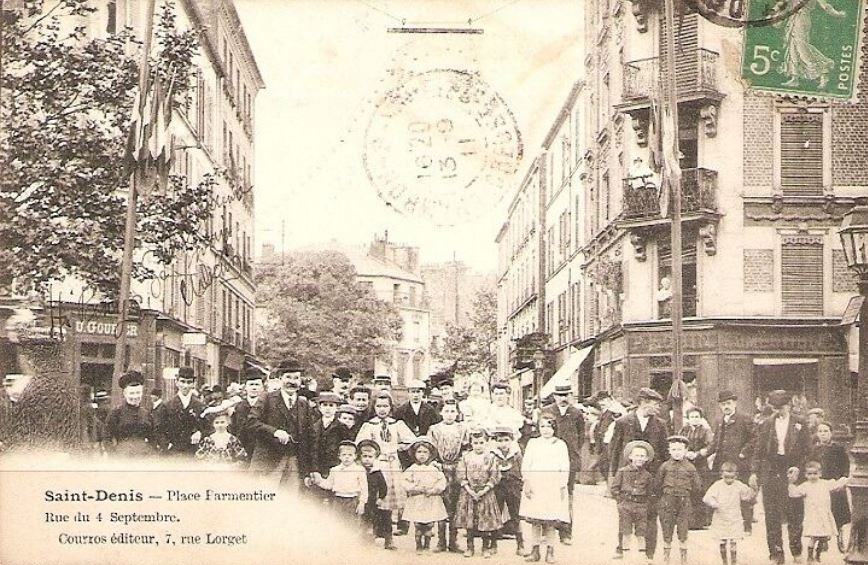
La place Parmentier et la rue du 4-Septembre, en 1911.

Cette rue démarre de la place Parmentier où convergent la rue Lorget et la rue du 4-Septembre, dans un quartier résidentiel.
Elle croise ensuite la rue Raspail, la rue Samson, le passage Meunier et l'esplanade Marcel-Paul où se trouve la Bourse du Travail, bordée par le boulevard Anatole-France où elle se termine dans une zone d'activités. Cette zone acquise en 1960 par le groupe Casino abritait depuis 1887 la fabrique de mosaïques et émaux des établissements Guilbert-Martin.

## Origine du nom
Elle porte le nom de Mademoiselle Louise Génin, qui en 1867, fit à la ville de Saint-Denis le don de 500,000 francs pour la fondation de l'orphelinat qui porte son nom.

## Historique
Son nom lui a été attribué le 1er janvier 1887.

## Bâtiments remarquables et lieux de mémoire

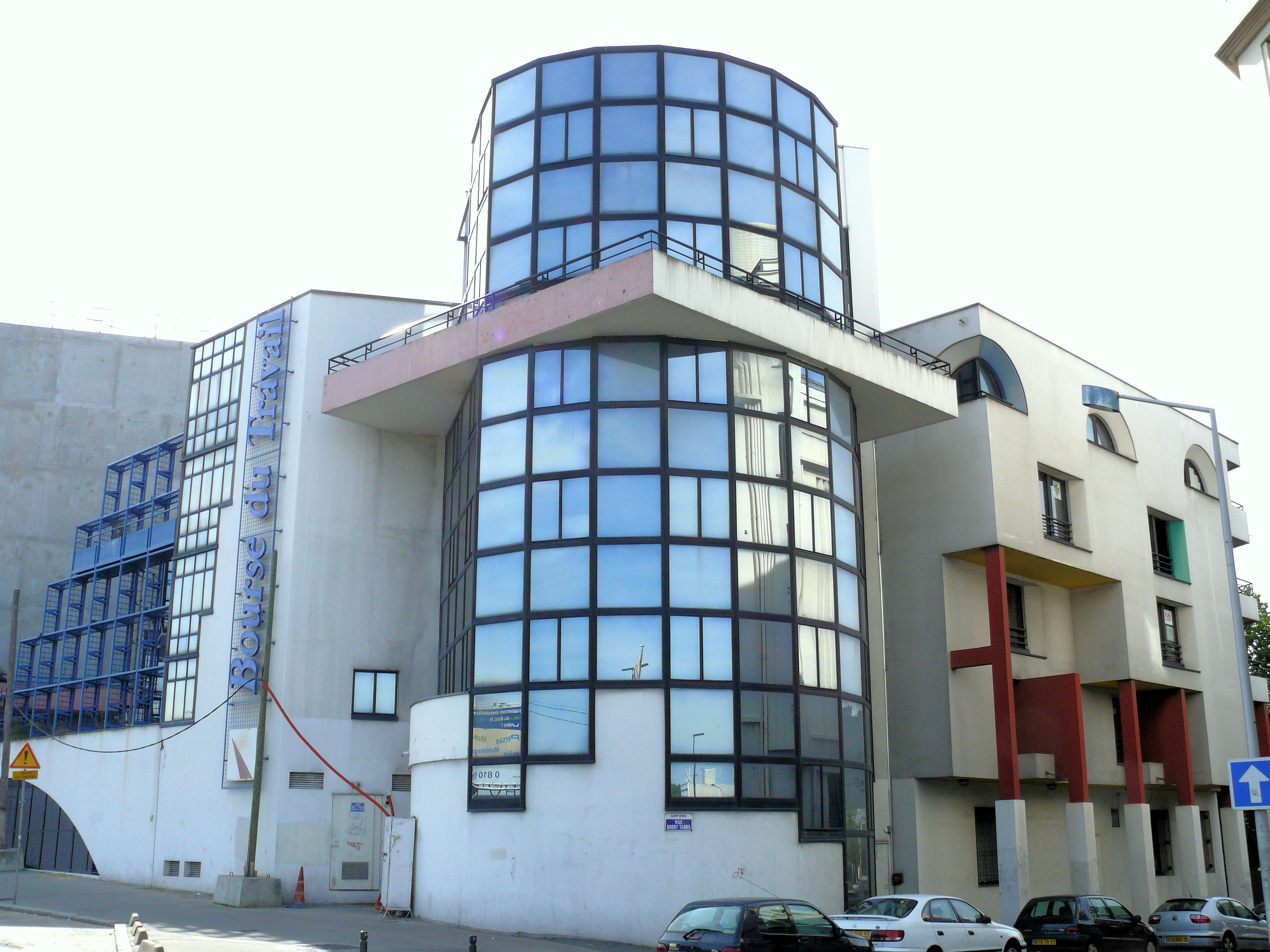
La Bourse du travail de Saint-Denis.

- Bourse du Travail de Saint-Denis[5], œuvre de l'architecte Roland Castro, à l'angle de la rue Génin et de la rue Bobby-Sands. Construite en 1983, elle est destinée aux activités des organisations syndicales et des associations locales[6].